# Harry Vermeegen
Henricus Bernardus Johannes Maria (Harry) Vermeegen (Amsterdam, 20 mei 1950) is een Nederlands (sport)journalist en programmamaker. Vermeegen is vooral bekend van de tv-programma's die hij tussen 1982 en 1996 samen met Henk Spaan maakte, zoals Pisa, Verona, Die 2 en Die 2: Nieuwe Koeien.

## Biografie

### Jonge jaren
Vermeegen groeide op in een conservatief rooms-katholiek gezin in Amsterdam. Hij voetbalde in zijn jeugd veel op straat, met onder anderen Louis van Gaal. Zijn carrière begon in 1968 bij dagblad De Tijd. Daar werkte hij eerst als foto-archivaris en koffiehaler, maar al snel als leerlingjournalist. Later werkte Vermeegen bij onder andere de tijdschriften Nieuwe Revu en Panorama. Zijn werkwijze viel op, omdat hij moeilijk bereikbare mensen als Johan Cruijff wist te benaderen.
In de jaren 70 was Vermeegen te horen op Radio Noordzee. Hij werkte mee aan het programma AD Sport & Sportwereld, net als onder anderen Mart Smeets en Nico Steenbergen. In 1978 maakte hij voor de VARA mede het radioprogramma Tussen Start En Finish, over sport. Daar leerde hij Henk Spaan kennen.

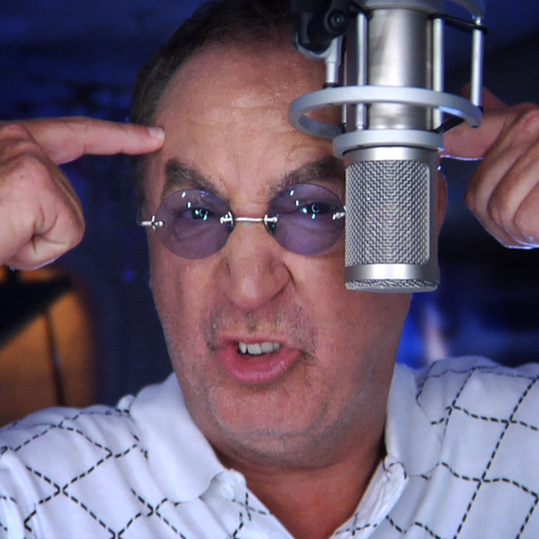
Still uit de film Warm Hè?

### Samenwerking met Henk Spaan
In 1980 was Vermeegen bij de VARA voor het eerst op televisie te zien. Hij werkte mee aan het programma Voetbal '80. Twee jaar later begon hij met Henk Spaan het satirische programma Pisa. Het programma was tweewekelijks en duurde in eerste instantie slechts 10 minuten, maar trok al gauw 4,5 miljoen kijkers. De volgende seizoenen duurden de afleveringen 25 minuten en programma-onderdelen als Popie Jopie en De Gewone Man werden uitermate populair. Tussen de seizoenen door presenteerde Vermeegen in de zomers van 1984 en 1985 De Knock-Out Show. Dit was de Nederlandse versie van de Japanse Ultra Quiz.
In 1986 haalde Rob Out Spaan & Vermeegen naar Veronica. Daar ging Pisa verder als Verona en opnieuw met succes. Vooral dankzij items als De verpleegster, Radio Perfecto, Noordzee TV, De Boerderie en Bovenop Het Nieuws, waarin de kreet 'Koud He?!' wekelijks werd gebezigd. Na drie seizoenen Verona gingen Spaan en Vermeegen verder als Die 2. Onder die naam maakten ze eerst een komische tv-serie. Daarna volgde Die 2 Speciaal, waarbij ze twee seizoenen lang de wereld rondreisden om Nederland te promoten. In de tussentijd maakten Spaan en Vermeegen ook tv-programma's rond sportevenementen als het EK en WK Voetbal (o.a. met een molentje voor Diego Maradona) en de Olympische Spelen van 1992 in Barcelona.
Vanaf 1993 richtten zij zich volledig op sport en dan met name voetbal in het programma Die 2: Nieuwe Koeien.

### Breuk en solocarrière
Tussen de seizoenen door presenteerde Vermeegen eind 1994 de voetbalquiz Balla Balla en in de zomer van 1995 het voetvolleytoernooi in de Franse badplaats Juan-les-Pins.
In 1996 besloot Vermeegen te stoppen met Spaan. De reden was dat Spaan druk bezig was zijn aandacht te verleggen naar het tijdschrift Hard gras en daardoor minder energie wilde steken in het tv-programma Die 2: Nieuwe Koeien en de samenwerking. Voor Vermeegen reden genoeg om uit het duo te stappen en solo verder te gaan bij John de Mol jr. Spaan en Vermeegen maakten nog wel het laatste seizoen van Die 2: Nieuwe Koeien af, daarna verbraken zij voorgoed de banden met elkaar.
Vermeegen maakte vanaf 1997 het populaire programma De Regenjas, waarmee hij meer kijkers trok dan het tv-programma Hard gras van Spaan. Daarnaast was Vermeegen eind jaren 90 ook een aantal maanden voetbalcommentator bij RTL 5. Hij versloeg de wedstrijden van het Nederlands
elftal. In 2000 was Vermeegen uitgekeken op het format van 'De Regenjas'. Voor Veronica maakte hij daarna nog FC Vermeegen en Heppie De Peppie, maar die programma's hadden minder succes. De reden was dat Vermeegen met gezondheidsproblemen kampte, die door een goedaardige hersentumor werden veroorzaakt. Daarvan werd Vermeegen in 2003 verlost; hij was inmiddels naar de Amerikaanse staat Florida verhuisd na vijftien jaar op Aruba te hebben gewoond. Op 30 december 2015 was hij samen met Spaan te zien in een aflevering van de documentairereeks TV Monument; de interviews werden apart afgenomen.

### Comeback
In 2006 keerde Vermeegen na vier jaar afwezigheid weer even terug op de Nederlandse televisie. Voor het TROS-programma Zomeravondcafé maakte hij reportages over het WK Voetbal van dat jaar in Duitsland. Na zijn documentaire over het verblijf van Ajax in Zuid-Afrika tekende Vermeegen een contract bij SBS6; daar maakte hij tussen 2008 en 2010 een Harry van Oranje en een reeks Oranjejournaals, waarin enkele items uit De Regenjas terugkeerden.
Vanaf 2011 presenteerde Vermeegen twee seizoenen lang het tv-programma Leven Als Een Prof op RTL 7; ook werd hij weer voetbalcommentator bij Veronica-radio.

### Recent
Vermeegen is actief op zijn eigen kanalen op Facebook en YouTube onder de naam Harry Vermeegen Official. Daar maakt hij dagelijks vlogs. In 2018 verhuisde hij met zijn vrouw Mirjam (alias Jut) van Florida naar Spanje. In 2022 bracht Vermeegen samen met Jan Smit het lied 1, 2 Kipsaté uit.

## Top 40
Vermeegen stond ook meerdere keren in de Nederlandse Top 40. Samen met Henk Spaan had hij hits met onder meer De Gewone Man, Popie Jopie, Koud Hè?! en Tiet Veur 'Un Pafke!. Voor het EK 2000 nam Vermeegen de single 1-2-3-4 Dennis Bier op. De tekst verwijst naar voetballer Dennis Bergkamp. Het nummer werd geschreven door Guus Meeuwis. Voor het WK 2006 nam Vermeegen het nummer We Scoren We Winnen op met Wolter Kroes, maar dat werd geen hit.
In de zomer van 2009 heeft hij de single Warm Hè? opgenomen, de klimaatversie van Koud Hè?. Deze single met bijbehorende clip heeft hij opgenomen op initiatief van Stichting Natuur en Milieu.

## Discografie

### Singles
| Single met eventuele hitnotering(en) in de Nederlandse Top 40 | Datum van verschijnen | Datum van binnenkomst | Hoogste positie | Aantal weken | Opmerkingen                                                    |
| ------------------------------------------------------------- | --------------------- | --------------------- | --------------- | ------------ | -------------------------------------------------------------- |
| Stille Willem                                                 | 1981                  | 02-05-1981            | tip6            | -            | als Henk Spaan & Harry Vermeegen / nr. 29 in de Single Top 100 |
| Als Ik Maar Niet Op M'n Poef Hoef                             | 1983                  | 26-04-1983            | 26              | 4            | als Pisa / nr. 16 in de Single Top 100                         |
| De Gewone Man                                                 | 1984                  | 24-03-1984            | 17              | 5            | als Pisa / nr. 6 in de Single Top 100                          |
| Popie Jopie                                                   | 1985                  | 30-03-1985            | 5               | 9            | als Pisa / nr. 3 in de Single Top 100                          |
| Koud Hè?                                                      | 1987                  | 26-12-1987            | 17              | 5            | als The V-Boys / nr.14 in de Single Top 100                    |
| Tiet Veur 'Un Pafke!                                          | 1988                  | 27-02-1988            | 11              | 6            | als Harko + Pao / nr. 9 in de Single Top 100 / Alarmschijf     |
| Kilo Utrecht Tango                                            | 1989                  | -                     |                 |              | als Verona / nr. 80 in de Single Top 100                       |
| 1,2,3,4 Dennis bier                                           | 2000                  | 03-06-2000            | 27              | 5            | als Harry Vermeegen / nr. 14 in de Single Top 100              |
| We scoren we winnen!                                          | 2006                  | -                     |                 |              | als Harry & Wolter / nr. 51 in de Single Top 100               |
| Hé Hé Den Haag. Gaan we nog wat doen vandaag                  | 2023                  | -                     |                 |              | als Harry Vermeegen                                            |

| Single met hitnotering(en) in de Vlaamse Ultratop 50 | Datum van verschijnen | Datum van binnenkomst | Hoogste positie | Aantal weken | Opmerkingen |
| ---------------------------------------------------- | --------------------- | --------------------- | --------------- | ------------ | ----------- |
| Popie Jopie                                          | 1985                  | 06-04-1985            | 10              | 11           | als Pisa    |